# Suspects de l'affaire « Jack l'Éventreur »
Vous lisez un « bon article » labellisé en 2015.
Pour un article plus général, voir Jack l'Éventreur.

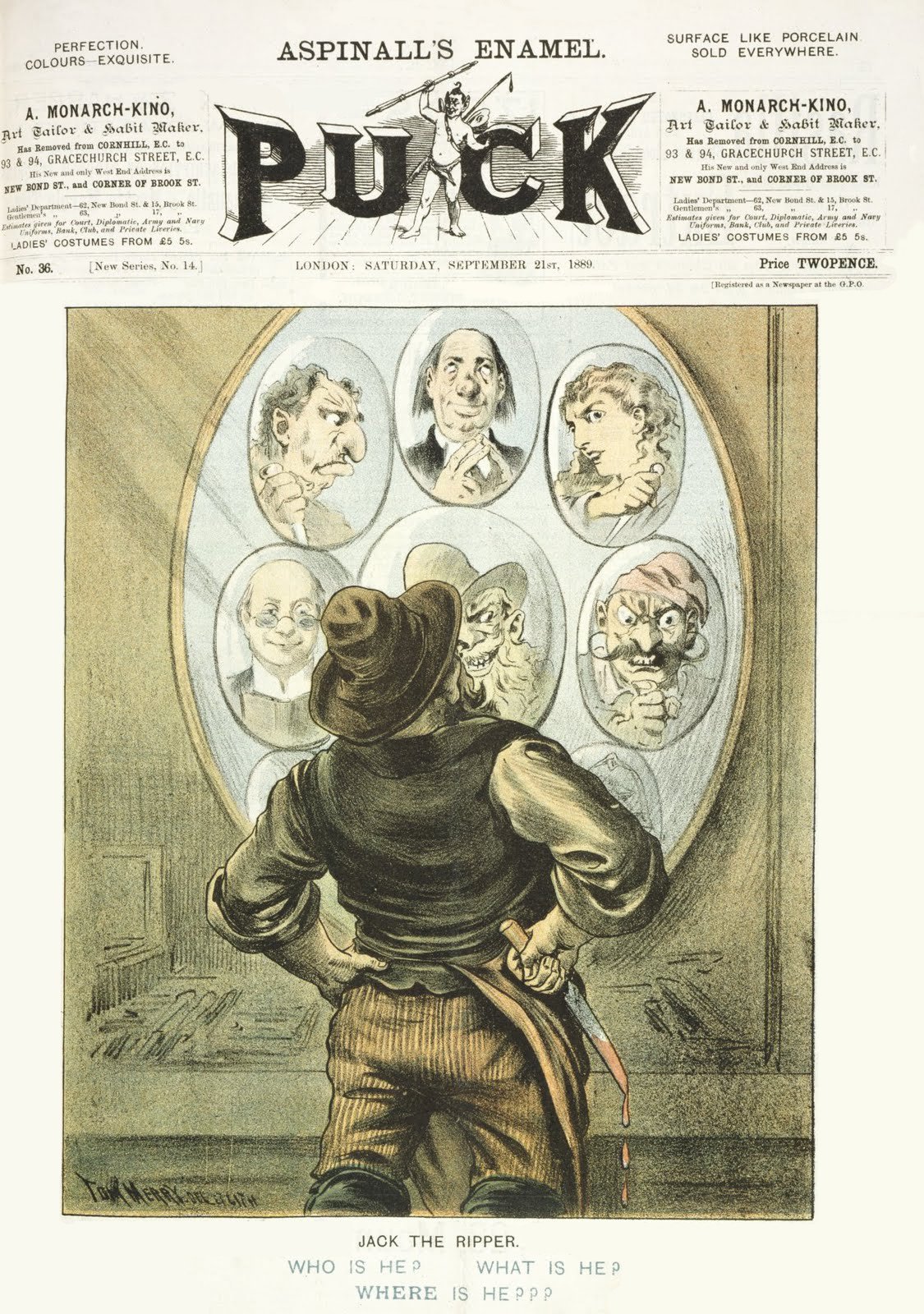
Caricature dépeignant Jack l'Éventreur comme un barbu, couteau sanglant à la main, en train d'observer divers portraits de lui-même, reflets de l'incertitude relative à son identité.
Illustration de Tom Merry à la une du magazine Puck, édition du 21 septembre 1889.

Au moins cent suspects dans l'affaire « Jack l'Éventreur » ont été proposés,, mais aucun n'a été retenu par un nombre significatif d'experts, malgré des débats approfondis ou encore parce que les propositions ont été jugées superficielles ou farfelues. Surnommé « Jack l'Éventreur » par la presse, ce tueur en série a été impliqué dans cinq des meurtres de Whitechapel entre août et novembre 1888 dans ce district de Londres.

## Pistes suivies à l'époque par la police

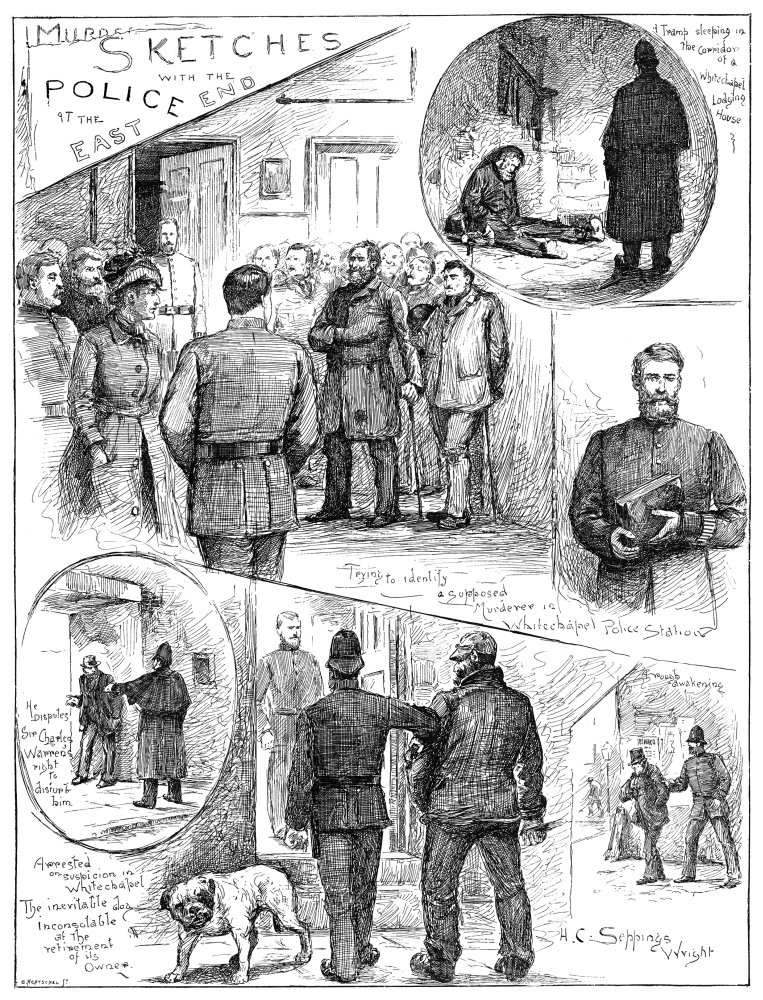
Arrestations de suspects dans l'East End (The Illustrated London News, 22 septembre 1888).

Entre 1888 et 1891, le Metropolitan Police Service (MPS) monte un dossier sur onze meurtres brutaux qui surviennent dans le district élargi de Whitechapel dans l'East End londonien, dossier que le MPS nomme « Whitechapel murders » (« Meurtres de Whitechapel »). Parmi ces meurtres, cinq sont habituellement imputés à Jack l'Éventreur : Mary Ann Nichols, Annie Chapman, Elizabeth Stride, Catherine Eddowes, Mary Jane Kelly. Survenus entre août et novembre 1888 à quelques rues de distance les uns des autres, ils sont dits « canoniques ». Les six autres assassinats, Emma Elizabeth Smith, Martha Tabram, Rose Mylett, Alice McKenzie, Frances Coles et une femme jamais identifiée, sont peut-être de la main du tueur en série.
La rapidité des agressions et les types de mutilations sur certaines victimes, dont une éviscération et l'extraction d'organes, amènent des membres du MPS à spéculer que le tueur est soit médecin, soit boucher. Cependant, d'autres experts rejettent cette hypothèse à cause de la grossièreté des coupures,. Les alibis des bouchers et des assommeurs de l'East End sont néanmoins vérifiés, ce qui les élimine comme suspects,. La police interroge plus de 2 000 personnes, examine les faits et gestes de « plus de 300 » personnes et en arrête 80. Pendant leurs enquêtes sur les meurtres, les policiers s'intéressent attentivement à plusieurs suspects masculins, mais n'en retiennent aucun.

### Montague Druitt

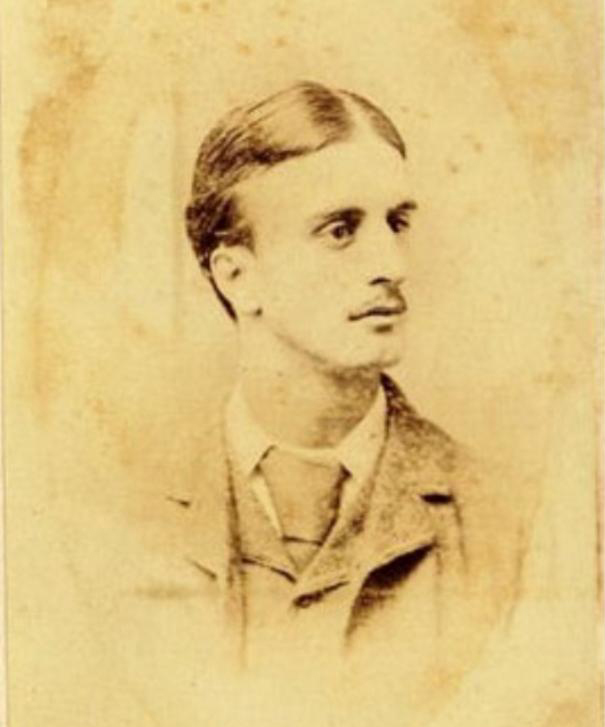
Montague Druitt (vers 1875-76).

Montague Druitt (15 août 1857 - décembre 1888) est un barrister du Dorset qui complète son revenu en travaillant comme directeur adjoint d'une école dans l'aire de Blackheath à Londres, jusqu'à son renvoi survenu peu de temps avant son suicide par noyade en 1888. Des auteurs contemporains spéculent qu'il a été renvoyé à cause de son homosexualité, qui serait aussi la raison de son suicide. Néanmoins, sa mère et sa grand-mère ont montré des symptômes de trouble psychique et il est donc possible que lui aussi ait souffert d'une maladie similaire, d'origine héréditaire, ce qui pourrait expliquer son renvoi.
Survenu quelques jours après le dernier meurtre canonique, le 9 novembre 1888, ce suicide conduit Melville Macnaghten, chef du département d'enquêtes criminelles de Scotland Yard, à soupçonner le noyé dans un mémorandum du 23 février 1894. Toutefois, ce mémoire n'est pas exempt d'erreurs puisque Druitt y est qualifié de doctor âgé de 41 ans, alors qu'il n'a que 31 ans à sa mort, en sus de n'être pas membre du corps médical,,. À l'encontre de l'hypothèse de Macnaghten, des auteurs relèvent que le lendemain du premier meurtre canonique, le 1er septembre 1888, Druitt joue au cricket dans le Dorset. De surcroît, les experts pensent majoritairement que le tueur devait demeurer dans le quartier Whitechapel tandis que le barrister habite de l'autre côté de la Tamise, à Blackheath.
Dans un entretien publié dans l'édition du 31 mars 1903 du journal Pall Mall Gazette, l'inspecteur Frederick Abberline élimine Druitt de la liste des suspects en arguant que la seule date de son suicide ne suffit pas pour l'incriminer.

### Seweryn Kłosowski

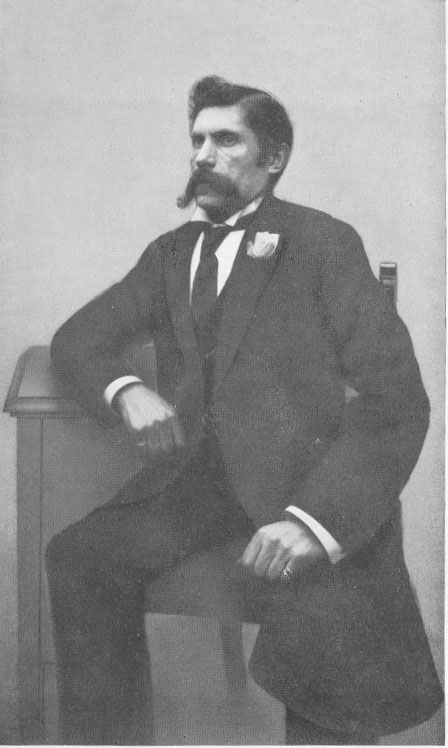
Seweryn Kłosowski.

Seweryn Antonowicz Kłosowski, alias George Chapman (sans aucun lien avec la victime Annie Chapman), (14 décembre 1865 - 7 avril 1903) naît dans le Royaume du Congrès, puis émigre au Royaume-Uni entre 1887 et 1888, un peu avant le début des meurtres de Whitechapel. Entre 1893 et 1894, il prend le nom de famille « Chapman ». Il empoisonne mortellement ses trois épouses successives, ce qui lui vaut le surnom d'« empoisonneur du district ». Il sera pendu pour ces assassinats en 1903. À l'époque des meurtres de Jack l'Éventreur, il vit dans  Whitechapel, où il est barbier sous le nom de « Ludwig Schloski »,.
Selon H. L. Adam, qui a écrit un livre sur l'affaire des empoisonnements en 1930, Chapman aurait été le suspect numéro 1 de l'inspecteur Frederick Abberline. D'ailleurs, après la condamnation de Chapman, le journal Pall Mall Gazette rapporte qu'Abberline l'a soupçonné. Cependant, plusieurs spécialistes doutent fortement que Kłosowski soit Jack l'Éventreur car il est exceptionnel qu'un tueur en série change radicalement de modus operandi (Jack l'Éventreur a tué en utilisant un couteau),,,,,.

### Aaron Kosminski
Aaron Kosminski (né Aron Mordke Kozminski le 11 septembre 1865 - 24 mars 1919) est un juif polonais interné à l'asile de Colney Hatch en 1891. Melville Macnaghten identifie « Kosminski » dans son mémorandum de 1894, ainsi que l'ancien inspecteur en chef Donald Swanson dans un commentaire écrit en marge des mémoires de Robert Anderson,,,. Anderson indique qu'un témoin a reconnu un juif polonais en tant que Jack l'Éventreur, mais qu'aucune accusation ne peut être portée parce que le témoin, juif lui aussi, refuse de déposer contre un autre juif (voir Mesirah). Des auteurs doutent de cette affirmation, alors que d'autres la jugent véridique,,. Dans son mémorandum, Macnaghten écrit que personne n'a jamais identifié le tueur en série, ce qui contredit l'affirmation d'Anderson. En 1987, l'auteur Martin Fido parcourt les registres de l'asile de Colney Hatch dans le but d'y découvrir le nom de Kosminski. Il n'en trouve qu'un seul, celui d'« Aaron Kosminski », qui a vécu dans Whitechapel,,. À l'asile, il se montre plutôt inoffensif. Sa maladie se manifeste par des hallucinations auditives, une peur paranoïaque d'être nourri par les autres et le refus de se laver ou de prendre un bain. Selon l'ancien profileur du FBI John E. Douglas, les personnes souffrant de paranoïa se vantent habituellement des meurtres accomplis lorsqu'elles sont incarcérées, mais aucune note de l'asile ne rapporte de tels commentaires.
En 2014, un chef d'entreprise britannique, Russell Edwards, fait appel aux services d'un généticien qui tente de relier Kosminski à la victime Catherine Eddowes en cherchant des empreintes génétiques sur un châle. De nombreuses voix s'élèvent immédiatement contre cette hypothèse. Le châle n'apparaît pas sur la liste dressée par Scotland Yard sur la scène de crime de Catherine Eddowes, et l'ADN retrouvé sur le tissu serait de qualité médiocre. Si Edwards affirme que son étude prouve que Kosminski était bien le tueur en série, les spécialistes et historiens restent très divisés sur l'aspect scientifique de son travail,. Ainsi, des experts, y compris Sir Alec Jeffreys, l'inventeur de la technique d'identification par empreintes génétiques, rejettent cette conclusion. De nombreux journaux, dont certains de ceux qui avaient annoncé la découverte de l'identité présumée du tueur, révèlent qu'une erreur avait été commise par le généticien Louhelainen dans ses analyses d'ADN. En mars 2019, le Journal of Forensic Sciences publie une étude selon laquelle l'ADN mitochondrial (mtADN) de Kominski et de Catherine Eddowes se trouvent tous deux sur le châle,, mais des scientifiques mettent l'étude en doute,.

### Michael Ostrog

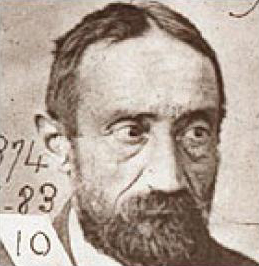
Michael Ostrog.

Michael Ostrog (c. 1833 - au plus tôt en 1904) est un escroc et voleur d'origine russe. Il a emprunté de nombreux alias et s'est même affublé de quelques titres. Il a par exemple affirmé avoir été chirurgien dans la Marine impériale de Russie. Les chercheurs n'ont pas découvert des preuves de délits plus graves que des escroqueries et des vols.
L'historien Philip Sugden a découvert des enregistrements qui montrent qu'Ostrog a été emprisonné en France pour de simples contraventions à l'époque des meurtres imputés à Jack l'Éventreur,. Encore en vie en 1904, il meurt à une date inconnue,.

### John Pizer

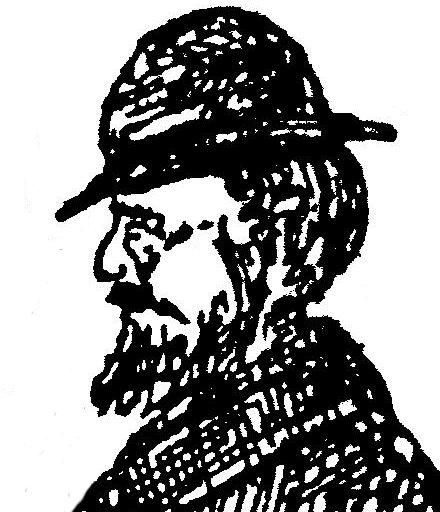
John Pizer.

John Pizer ou Piser (c. 1850 - 1897) est un juif polonais qui travaille comme bottier dans le district de Whitechapel. À l'époque des meurtres de Whitechapel, des gens le soupçonnent parce que des rumeurs circulent qu'un juif surnommé « Leather Apron » (« Tablier de cuir ») est responsable des meurtres. John Pizer, aussi surnommé « Tablier de cuir », est arrêté parce qu'il a la réputation de terrifier les prostituées du coin et qu'il a déjà été arrêté et condamné pour avoir blessé une personne d'un coup de couteau.
Le 10 septembre, quelques jours après les meurtres de Mary Ann Nichols (à la fin d'août 1888) et d'Annie Chapman (au début de septembre 1888), le sergent William Thicke procède à son arrestation, bien que l'inspecteur chargé de l'enquête déclare qu'il n'y a aucune preuve contre Pizer. Il est innocenté quand la police établit qu'il a des alibis pour deux meurtres. En effet, Pizer se trouve chez des parents le jour de l'un des meurtres canoniques et il parle à un policier pendant que les deux observent un incendie sur les docks de Londres, le 31 août, à l'heure supposée du meurtre de Mary Ann Nichols. Pizer et Thicke se connaissent depuis des années et le premier a soutenu que son arrestation a été motivée par leur inimitié plutôt que par des preuves. (Une lettre de H. T. Haslewood du quartier londonien de Tottenham, reçue le 10 septembre 1889 par le Home Office, accuse Thicke d'être le tueur en série, mais l'accusation a été rejetée faute de preuves.)

### James Thomas Sadler
James Thomas Sadler est l'ami de Frances Coles, la dernière victime identifiée de l'affaire des meurtres de Whitechapel. Sadler a été arrêté, mais il y a trop peu d'indices contre lui. La police le soupçonne quand même d'être Jack l'Éventreur, mais il navigue en mer à l'époque des premiers meurtres canoniques. Il a été relâché sans accusation,. Le mémorandum de 1894 de Macnaghten mentionne son nom en lien avec le meurtre de Coles. Même si Macnaghten écrit que Sadler 
« était d'humeur changeante et complètement dépendant à l'alcool, tout en se tenant régulièrement avec des prostituées de condition inférieure », il estime peu probable qu'un lien existe avec le tueur en série.

### Francis Tumblety

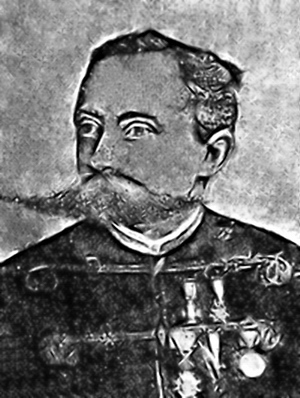
Francis Tumblety.

Francis Tumblety (c. 1833 - 1903) gagne une « petite fortune » grâce à une « herbe amérindienne » qu'il vend à travers les États-Unis et le Canada en se disant médecin. Il est régulièrement qualifié de misogyne et de charlatan,. Impliqué dans le décès de l'un de ses clients,,, la justice l'a épargné. En 1865, il est arrêté pour complicité dans l'assassinat d'Abraham Lincoln, mais est relâché sans être accusé.
Tumblety se trouve en Angleterre en 1888 ; il est arrêté le 7 novembre, peut-être à cause d'une relation homosexuelle, pratique illégale à l'époque. En attente de son procès, il s'enfuit en France, puis se rend aux États-Unis. Déjà connu pour ses activités illicites et des accusations antérieures, il a été rapporté que son arrestation est en lien avec les meurtres de Jack l'Éventreur. Les rapports américains selon lesquels Scotland Yard aurait tenté de le faire extrader n'ont pas été confirmés par les journaux britanniques ni par le MPS. La police de New York a déclaré qu'il n'y a aucune preuve de sa complicité dans les meurtres de Whitechapel et les crimes pour lesquels il est sous caution à Londres ne sont pas soumis aux traités d'extradition. Dans une lettre envoyée au journaliste et auteur George Robert Sims en 1913, l'inspecteur en chef John Littlechild du MPS déclare que Tumblety est soupçonné d'être le tueur en série,.

## Opinions de la presse et du public de l'époque
Les meurtres de Whitechapel font l'objet d'une imposante couverture médiatique, ce qui attire l'attention de la société victorienne élargie. Des journalistes, des détectives amateurs et des lecteurs de journaux suggèrent des noms, que ce soit dans la presse ou à la police. La plupart des suggestions sont sans fondement et ne sont donc pas étudiées,,. Par exemple, à l'époque des meurtres, le réputé comédien Richard Mansfield est en vedette dans une pièce de théâtre inspirée de L'Étrange Cas du docteur Jekyll et de M. Hyde. Les meurtres sordides et la prestation de Mansfield amènent des gens à l'accuser d'être Jack l'Éventreur,.

### William Henry Bury

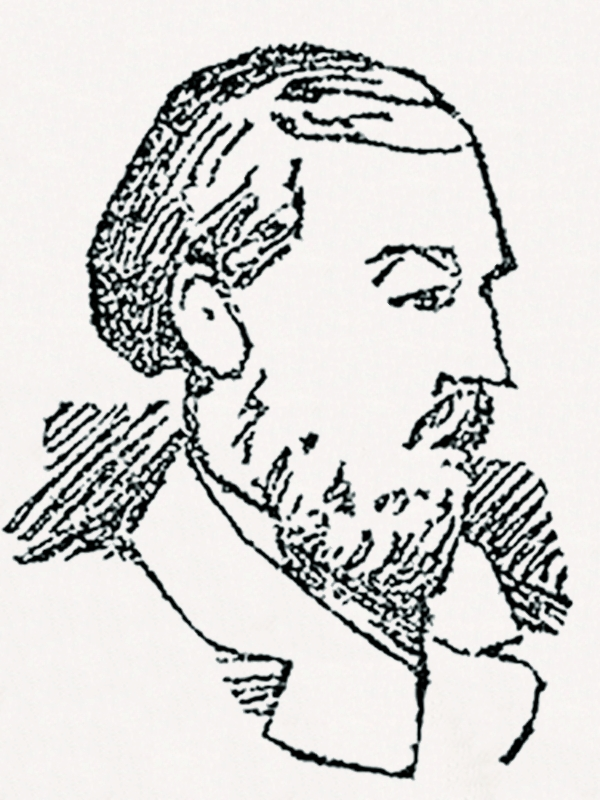
William Henry Bury.

William Henry Bury (25 mai 1859 - 24 avril 1889), récemment déménagé à Dundee depuis l'East End de Londres, étrangle sa femme, une ancienne prostituée, le 4 février 1889. Après avoir infligé de graves blessures à l'abdomen de la morte, il met le corps dans un coffre. Le 10 février, il déclare à la police de la région que sa femme s'est suicidée. Arrêté, il est condamné pour meurtre puis pendu. Des policiers tentent d'établir un lien avec les assassinats de Jack l'Éventreur, mais Bury nie, même s'il a complètement avoué le meurtre de sa femme. Néanmoins, son bourreau, James Berry, promeut l'idée que Bury est le tueur en série.

### Thomas Neill Cream

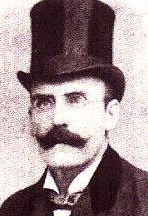
Thomas Neil Cream.

Thomas Neill Cream (27 mai 1850 - 15 novembre 1892) est un médecin qui pratique clandestinement des avortements. Né à Glasgow en Écosse, il étudie à Londres et au Canada. Il exerce ensuite au Canada puis à Chicago aux États-Unis. En 1881, il est déclaré coupable d'avoir empoisonné l'époux de sa maîtresse. Il est emprisonné à la prison d'État de Joliet en Illinois de novembre 1881 jusqu'au 31 juillet 1891, puis libéré pour bonne conduite. Il se rend à Londres où il tue encore, mais est rapidement arrêté. Pendu à la prison de Newgate le 15 novembre 1892, il aurait prononcé ces mots juste avant de mourir : « Je suis Jack l'... », ce qui peut être interprété comme un aveu d'être le tueur en série. Cependant, les policiers qui ont assisté à l'exécution ne mentionnent pas cette confession.
Puisque Cream est encore en prison à l'époque des meurtres imputés à Jack l'Éventreur, la plupart des experts jugent qu'il est impossible qu'il soit le tueur en série. Cependant, un auteur fait l'hypothèse qu'il a soudoyé des responsables de la prison et s'est retrouvé hors de ses murs avant la date officielle de libération. De plus, le renommé barrister Edward Marshall Hall (en) émet l'hypothèse qu'un sosie a purgé la peine de prison à la place du médecin. De telles hypothèses sont peu plausibles, car elles sont en contradiction avec les informations transmises par les autorités de l'Illinois, les journaux de l'époque, les défendeurs de Cream, la famille de Cream et Cream lui-même.

### Thomas Hayne Cutbush
Thomas Hayne Cutbush (1865 - 1903), étudiant en médecine, est soigné à l'infirmerie de Lambeth en 1891 pour des troubles de délire, probablement causés par la syphilis. Après avoir poignardé une femme dans le dos puis avoir tenté d'en poignarder une autre, il est capturé, déclaré dément et interné à l'hôpital Broadmoor en 1891, où il reste jusqu'à sa mort en 1903. Dans une série d'articles publiés en 1894, le journal The Sun suggère que Cutbush est Jack l'Éventreur. La police n'a jamais étudié sérieusement cette piste ; le mémorandum de Melville Macnaghten, qui mentionne trois suspects : Druitt, Kosminski et Ostrog, a été rédigé dans le but de réfuter cette idée,,,,. Le livre Jack the Myth (1993) d'A. P. Wolf avance que le mémorandum a été écrit pour protéger l'oncle de Cutbush, un policier et collègue de Macnaghten ; un auteur plus récent, Peter Hodgson, avance aussi que Cutbush est le candidat le plus crédible.

### Frederick Bailey Deeming

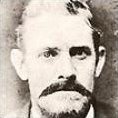
Frederick Bailey Deeming.

Frederick Bailey Deeming (30 juillet 1842 - 23 mai 1892) assassine sa femme et ses quatre enfants à Rainhill dans le Lancashire en 1891. Ces meurtres n'étant pas découverts, il se rend plus tard la même année en Australie avec sa seconde épouse, qu'il tue à son tour. Après avoir trouvé le corps de la femme sous leur maison, la police étudie le passé de Deeming, ce qui mène à la découverte des corps en Angleterre. Arrêté, il est déclaré coupable. Après avoir rédigé un livre, il se vante en prison d'être Jack l'Éventreur, mais il a soit été en prison,, soit en Afrique du Sud à l'époque des meurtres imputés au tueur en série. La police nie tout lien entre Deeming et Jack l'Éventreur. Il a été pendu à Melbourne en 1892. Selon un ancien détective de Scotland Yard, Robert Napper, la police britannique ne s'est jamais attachée à étudier les allées et venues de Deeming parce qu'il aurait eu deux alibis, mais Napper croit que l'homme n'est pas en prison selon certains indices qui laissent croire qu'il se trouve plutôt en Angleterre à l'époque des meurtres.

### Carl Feigenbaum
Carl Ferdinand Feigenbaum (exécuté le 27 avril 1896) est un juif allemand, à la fois commerçant et marin. Il est arrêté à New York en 1894 après avoir tranché le cou de Mme Juliana Hoffmann. Après son exécution, son avocat, William Sanford Lawton, affirme que Feigenbaum a avoué détester les femmes et exprimer le désir de les tuer et les mutiler. De plus, l'avocat croit que Feigenbaum est Jack l'Éventreur. Même si la presse contemporaine se fait l'écho de cette idée, elle ne sera pas reprise pendant au moins cent ans. En s'appuyant sur l'accusation de Lawton, l'ancien détective britannique Trevor Marriott avance que Feigenbaum est responsable des meurtres habituellement imputés au tueur en série, tout comme d'autres assassinats commis aux États-Unis et en Allemagne entre 1891 et 1894. Selon Wolf Vanderlinden, quelques meurtres mentionnés par Marriott n'ont jamais été commis, car les journaux publient régulièrement des histoires mettant en jeu Jack l'Éventreur pour augmenter leur tirage. L'accusation de Lawton a été contestée par un partenaire du même cabinet d'avocats et il n'y a aucune preuve que Feigenbaum s'est trouvé à Whitechapel à l'époque des assassinats.

### Robert D'Onston Stephenson
Robert D'Onston Stephenson, alias Roslyn D'Onston Stephenson, (20 avril 1841 - 9 octobre 1916) est un journaliste et écrivain qui s'intéresse à l'occultisme et à la magie noire. De lui-même, il se fait admettre au London Hospital à Whitechapel un peu avant le début des meurtres et le quitte un peu après le dernier des onze meurtres. Dans un article, il affirme que la magie noire est le motif des meurtres et allègue que le tueur en série est un Français. L'intérêt et l'opinion de Stephenson sur les crimes sont la conséquence d'une dénonciation à Scotland Yard d'un détective amateur le jour du réveillon de Noël de 1888. Deux jours plus tard, Stephenson accuse le Dr Morgan Davies du London Hospital. Ces évènements amènent le  journaliste William Thomas Stead à soupçonner Stephenson. Dans ses ouvrages sur l'affaire « Jack l'Éventreur », l'auteur et historien Melvin Harris écrit que Stephenson est l'un des principaux suspects. La police aurait cependant jugé que la culpabilité de Stephenson et celle de Davies étaient invraisemblables. Les tableaux de service du London Hospital montrent que le premier est sur place les nuits où les meurtres ont lieu.

## Théories ultérieures
Presque toutes les personnes mentionnées dans les dossiers du MPS en lien avec l'affaire ont été soupçonnées, même si la police n'a mené aucune enquête à leur sujet. Puisque toutes les personnes ayant vécu à cette époque sont mortes, les auteurs modernes peuvent accuser n'importe qui « sans être obligés de produire quelque preuve historique que ce soit ». La majorité de leurs suggestions n'est pas crédible : on compte par exemple le romancier anglais George Gissing, le premier ministre britannique William Ewart Gladstone et l'artiste Frank Miles parmi les suspects suggérés.

### Joseph Barnett

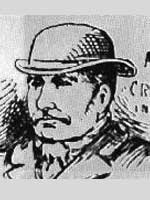
Joseph Barnett

Joseph Barnett (c. 1858 - 1927) est un ancien porteur de poissons. Amant de la victime Mary Jane Kelly du 8 avril 1887 au 30 octobre 1888, leur liaison se termine après une querelle liée à l'hébergement régulier d'une amie de Mary Kelly, Maria Harvey, dans le studio de Miller's Court. Après le meurtre de Mary Jane Kelly, l'inspecteur Frederick Abberline interroge l'homme pendant quatre heures. Les vêtements de Barnett sont examinés pour y trouver du sang, mais il est relâché sans aucune charge.
Un siècle après les événements, l'auteur Bruce Paley conjecture que Barnett, amoureux prétendument méprisé ou jaloux, aurait commis les meurtres pour effrayer Kelly afin de l'inciter à renoncer à la prostitution, avant de finir par l'assassiner. D'autres auteurs suggèrent qu'il aurait tué uniquement Kelly, puis mutilé son corps dans le but d'égarer la police, mais l'enquête d'Abberline l'aurait exonéré. Des proches de Kelly ont également soupçonné le propriétaire de sa chambre, John McCarthy, ainsi qu'un ancien petit ami, Joseph Fleming.

### Lewis Carroll

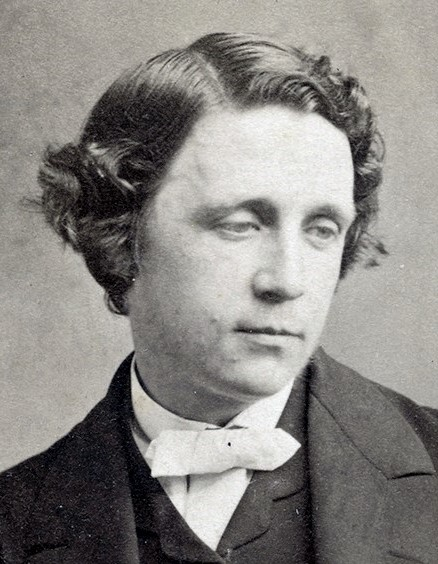
Lewis Carroll.

Lewis Carroll (27 janvier 1832 – 14 janvier 1898) est l'auteur des Aventures d'Alice au pays des merveilles et De l'autre côté du miroir. Richard Wallace, dans son ouvrage Jack the Ripper, Light-Hearted Friend, recourt à des anagrammes pour découvrir, dans certains textes de Carroll, des phrases pouvant ressembler à des évocations des meurtres de Whitechapel. Cette thèse n'est pas prise au sérieux par les spécialistes.

### David Cohen
David Cohen (1865 - 1889) est un juif polonais interné à l'asile de Colney Hatch à l'époque du dernier meurtre de Whitechapel. Dans son ouvrage The Crimes, Detection and Death of Jack the Ripper (1987), Martin Fido décrit cet habitant de l'East End londonien comme violemment antisocial et le soupçonne d'être Jack l'Éventreur. Fido prétend que le terme « David Cohen » sert à nommer un immigrant juif non identifié ou dont le nom est trop difficile à épeler,. Fido affirme que Cohen est « tablier de cuir » et spécule que son vrai nom est « Nathan Kaminsky », un fabricant de chaussures qui a vécu dans Whitechapel, qui a été soigné pour la syphilis et dont on perd la trace après le milieu de l'année 1888 — au moment même où Cohen apparaît dans Whitechapel. Fido pense que les noms « Kaminsky » et « Kosminski » ont été confondus, ce qui a amené les policiers à soupçonner Aaron Kosminski. À l'asile, un régime strict est appliqué à Cohen après qu'il a commis des violences. Il meurt à l'asile en octobre 1889. L'ancien profileur du FBI John E. Douglas fait valoir que les indices comportementaux recueillis sur les scènes de crime pointent en direction d'une personne « connue de la police, tel David Cohen [...] ou quelqu'un qui lui ressemble beaucoup ».

### William Withey Gull

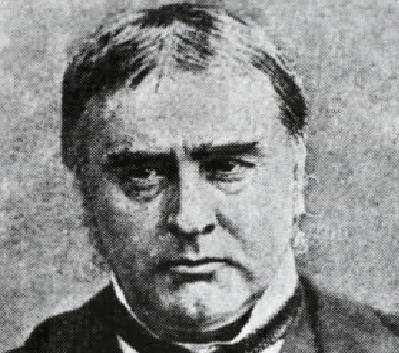
William Withey Gull.

Sir William Withey Gull (31 décembre 1816 - 29 janvier 1890) est l'un des médecins de la reine Victoria. Son nom est cité dans le cadre d'une prétendue conspiration de la franc-maçonnerie et de la royauté britannique, dont Gull aurait été l'exécutant avec l'aide de son cocher John Netley. Cette théorie du complot fournit la base du livre Jack the Ripper: The Final Solution, de Stephen Knight : les meurtres auraient eu pour but, en éliminant des témoins, de cacher l'existence d'une enfant naturelle que le duc de Clarence aurait eu avec une prostituée. Du fait de la popularité de cette thèse parmi les auteurs de fiction et de son aspect dramatique, Gull est représenté comme le coupable des crimes dans plusieurs livres et films. C'est notamment le cas de la mini-série réalisée en 1988 (qui fait de Gull et Netley les coupables sans reprendre toutefois la thèse du complot) ainsi que de la bande dessinée From Hell et du film qui s'en inspire. Le film Meurtre par décret, qui s'inspire du livre de Knight sans le citer, reprend la thèse du complot maçonnique tout en changeant les noms de Gull et Netley. Les historiens n'ont jamais accordé foi à la thèse de la culpabilité de Gull, du fait du manque total de preuves ; de plus, à l'époque des meurtres, le médecin âgé de plus de 70 ans, se remet d'une crise cardiaque.

### George Hutchinson
George Hutchinson est un ouvrier. Le 12 novembre 1888, juste après la clôture de l'enquête du coroner McDonald sur le meurtre de Mary Kelly, il se rend auprès de la police londonienne pour déclarer que le 9 novembre, il a surveillé la chambre de Mary Jane Kelly après l'avoir aperçue avec un homme d'apparence douteuse. Il fait une description très détaillée du suspect, qu'il a vu par nuit noire,,,,. Les supérieurs de la police contestent l'exactitude de sa déclaration. L'inspecteur Frederick Abberline, après avoir interrogé Hutchinson, croit toutefois que son témoignage est fiable. Cependant, Robert Anderson, responsable du CID, affirmera — sans certitude — que le seul témoin qui a jamais vu le tueur est un juif. Puisque Hutchinson n'est pas un juif, il n'est pas ce témoin. Quelques experts modernes suggèrent que Hutchinson est Jack l'Éventreur et qu'il a tenté d'égarer la police avec une fausse description, tandis que d'autres pensent qu'il a voulu attirer l'attention des médias dans l'intention de vendre une histoire aux journaux.

### Hyam Hyams
Hyam Hyams était un fabricant de cigares. Il a été découvert pour la première fois par l'auteur Martin Fido lors de recherches pour son livre The Crimes, Detection and Death of Jack the Ripper. Hyams a ensuite été suggéré comme suspect à part entière par l'éventrologue Mark King. Selon lui, Hyams, qui a été interné à plusieurs reprises, était un fou meurtrier qui a attaqué à plusieurs reprises le personnel de l'asile ainsi que d'autres patients. Sa femme, qu'il avait attaqué avec un couteau en 1889, l'a décrit comme souffrant d'épilepsie et devenant progressivement plus violent à mesure que son état mental déclinait. Il a attaqué sa mère avec un hachoir. Selon Sarah Bax Horton, qui a examiné le dossier médical de Hyams, il souffrait d'une forme grave d'épilepsie et d'alcoolisme et il avait un bras raide, une démarche irrégulière avec les genoux pliés, ce qui ressemble à la description physique du suspect. Bax Horton a soutenu cette théorie dans son livre One-Armed Jack: Uncovering the Real Jack the Ripper. Elle a fait valoir que les crimes coïncidaient avec le déclin mental et physique de Hyams, qui avait commencé lorsqu'il s'était cassé le bras gauche en février 1888 et s'était terminé avant son incarcération en septembre 1889, à l'asile d'aliénés de Colney Hatch Lunatic Asylum, où il reste jusqu'à sa mort en 1913. Selon le Telegraph, Paul Begg, auteur spécialiste de Jack l’Eventreur, a qualifié cette recherche de « bien documentée » et « bien écrite ». « Si vous voulez avoir une idée du genre d’homme que Jack l’Eventreur pouvait être, Hyam Hyams pourrait l’être », a-t-il déclaré.

### James Kelly

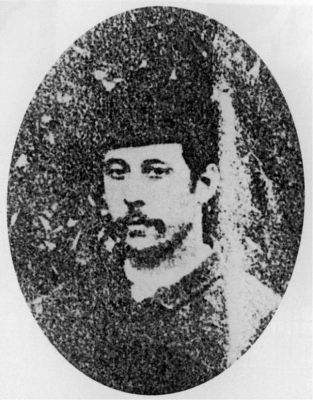
James Kelly.

James Kelly (20 avril 1860 - 17 septembre 1929) est identifié la première fois comme suspect dans le livre Jack the Ripper. 100 Years of Investigation (1987) de Terence Sharkey. Cette thèse est reprise dans le documentaire Prisoner 1167: The madman who was Jack the Ripper (1997) de Jim Tully. Il poignarde à mort sa femme en 1883. Déclaré dément, il est interné à l'asile de Broadmoor, d'où il s'enfuit au début de 1888. En 1927, soit presque 40 ans après sa fuite, il retourne volontairement à l'asile de Broadmoor, où il meurt deux ans plus tard.

### Charles Allen Lechmere
Charles Allen Lechmere (en) (1849–1920), aussi connu sous le nom de Charles Cross, est un charretier londonien et livreur de viande. Il travaille depuis plus de vingt ans dans l'entreprise de transport Pickfords (en). Sur le chemin de son travail, il est le premier à découvrir le corps de Mary Ann Nichols, première victime canonique de Jack l'Éventreur. Selon le journaliste suédois Christer Holmgren, il témoigne sous un faux nom et a un comportement intrigant sur les lieux du meurtre. Il aurait menti à la police au sujet du temps qu'il aurait mis pour aller de son domicile à son lieu de travail. Habitant 22 Doveton Street à Bethnal Green, les lieux du crime des autres victimes seraient sur le chemin que Cross emprunte pour aller à son travail,. Il est élevé au rang des suspects en 2014 par Holmgren dans le documentaire Jack the Ripper: The Missing Evidence (diffusé en France sous le titre Jack l'éventreur, la fin du mystère). Holmgren s'appuie sur le comportement suspect de Lechmere dans la nuit du crime, et dans les jours qui suivent, notamment en donnant à la police son nom alternatif de Cross, qui est le nom de son beau-père, ainsi que sur la « géographie du crime » : les meurtres de Jack l'éventreur seraient situés soit sur son trajet qui le mène à son travail depuis son domicile, dans le quartier de Bethnal Green, soit à proximité de ses anciens domiciles.

### Jacob Levy
Jacob Levy (1856 - 29 juillet 1891) est né dans le quartier d'Aldgate à Londres en 1856. Il a repris la boucherie de son père et, en 1888, il habite sur Middlesex Street  avec son épouse et ses enfants. Il vit donc sur le territoire où Jack l'Éventreur a sévi (et près de l'endroit où Catherine Eddowes est assassinée). Jacob Levy porte la syphilis qu'il a contractée auprès de prostituées, ce qui constitue un mobile. Boucher, il possède l'expertise pour retirer des organes.

### John McCarthy
John McCarthy a été le propriétaire du logement occupé par Mary Jane Kelly, à la même adresse que sa boutique, au 27, Dorset Street. « Après avoir été un personnage aussi central de l’affaire concernant la mort de Mary Jane Kelly, il est peu surprenant que McCarthy ait été considéré comme complice, voire suspect de ce meurtre». C’est également la thèse soutenue par le sociologue français Michel Moatti, qu'il détaille dans les notes d'auteur et le Carnet d'enquête qui font suite à son roman Retour à Whitechapel. McCarthy a également été cité comme suspect possible, en 1998, par un groupe d’enquêteurs canadiens. Ces différents auteurs concluent, après enquête, que différents indices désignent le logeur de Mary Kelly.

### James Maybrick

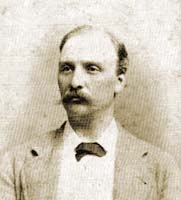
James Maybrick

James Maybrick (24 octobre 1838 - 11 mai 1889) est un négociant de coton originaire de Liverpool. Sa femme Florence, soupçonnée d'avoir empoisonné son mari à l'arsenic, est condamnée pendant un procès médiatisé, et peut-être biaisé, sous la supervision du juge James Fitzjames Stephen, père d'un autre suspect, James Kenneth Stephen.
Shirley Harrison, dans son livre Jack the Ripper : The American Connection, affirme que Maybrick est à la fois Jack l'Éventreur et le meurtrier surnommé « Servant Girl Annihilator » (que l'on peut traduire par « Destructeur des servantes ») ayant sévi à Austin au Texas. Michael Barrett publie en 1990 un journal intime, qui aurait été rédigé par Maybrick, comprenant une confession des meurtres attribués à Jack l'Éventreur.
En 1995, Barrett avoue avoir rédigé le journal intime et décrit en détail le processus qu'il a suivi pour le produire. Sous serment, sa femme Anne et lui jurent qu'ils l'ont forgé. Après leur divorce, Anne Barrett nie avoir forgé le journal ; les deux modifient régulièrement leur récit dans les années subséquentes. Les historiens ont discrédité le journal, mettant en évidence des erreurs factuelles sur certains meurtres. Des spécialistes en écrits ont aussi déclaré le journal faux : l'écriture manuscrite diffère du testament de Maybrick (en partie ou complètement olographe), et l'encre comprend un agent de conservation apparu sur le marché en 1974.

### Alexander Pedachenko
Alexander Pedachenko (prétendument né en 1857 et mort en 1908) est nommé dans les mémoires du journaliste et correspondant de guerre William Le Queux, Things I Know about Kings, Celebrities and Crooks. Le Queux affirme qu'il a vu un manuscrit en français écrit par Raspoutine qui déclare que Jack l'Éventreur est un médecin russe dément nommé Alexander Pedachenko au service de l'Okhrana (la police secrète de l'Empire russe). Il aurait commis les meurtres dans le but de jeter le discrédit sur Scotland Yard. Il aurait été aidé par deux complices : « Levitski » et une tailleuse nommée « Winberg ».
Cependant, il n'existe aucune preuve solide que Pedachenko ait jamais existé et plusieurs parties de l'histoire de Le Queux manquent de cohérence après étude approfondie. Par exemple, l'une des sources indiquées est un journaliste russe basé à Londres et appelé Nideroest, connu pour inventer des histoires à sensations. Les critiques du livre, qui connaissent la réputation de  Nideroest, le qualifient de « menteur sans scrupules ». L'historien et journaliste Donald McCormick soupçonne Pedachenko d'être le tueur en série, mais tout en rajoutant des éléments qu'il aurait inventés.

### Walter Sickert

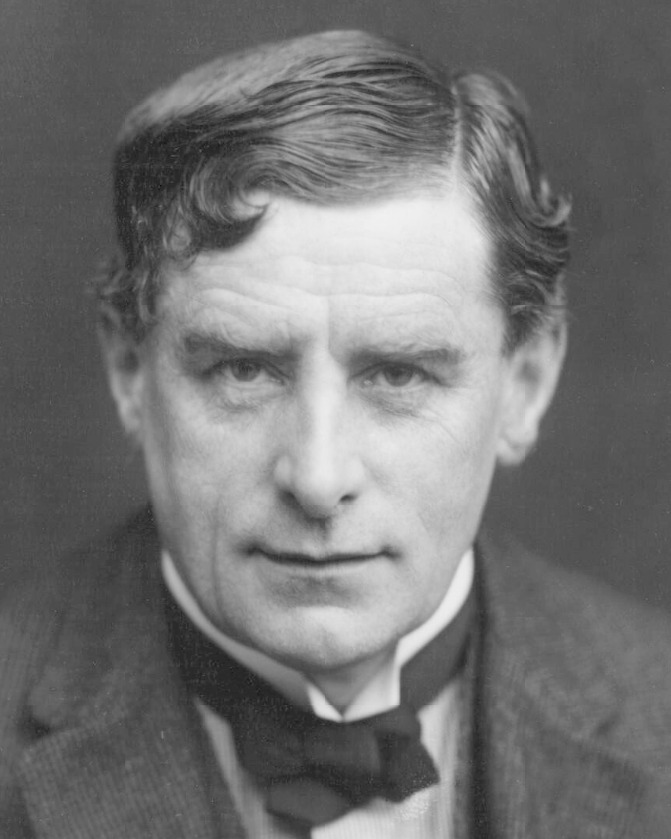
Walter Sickert

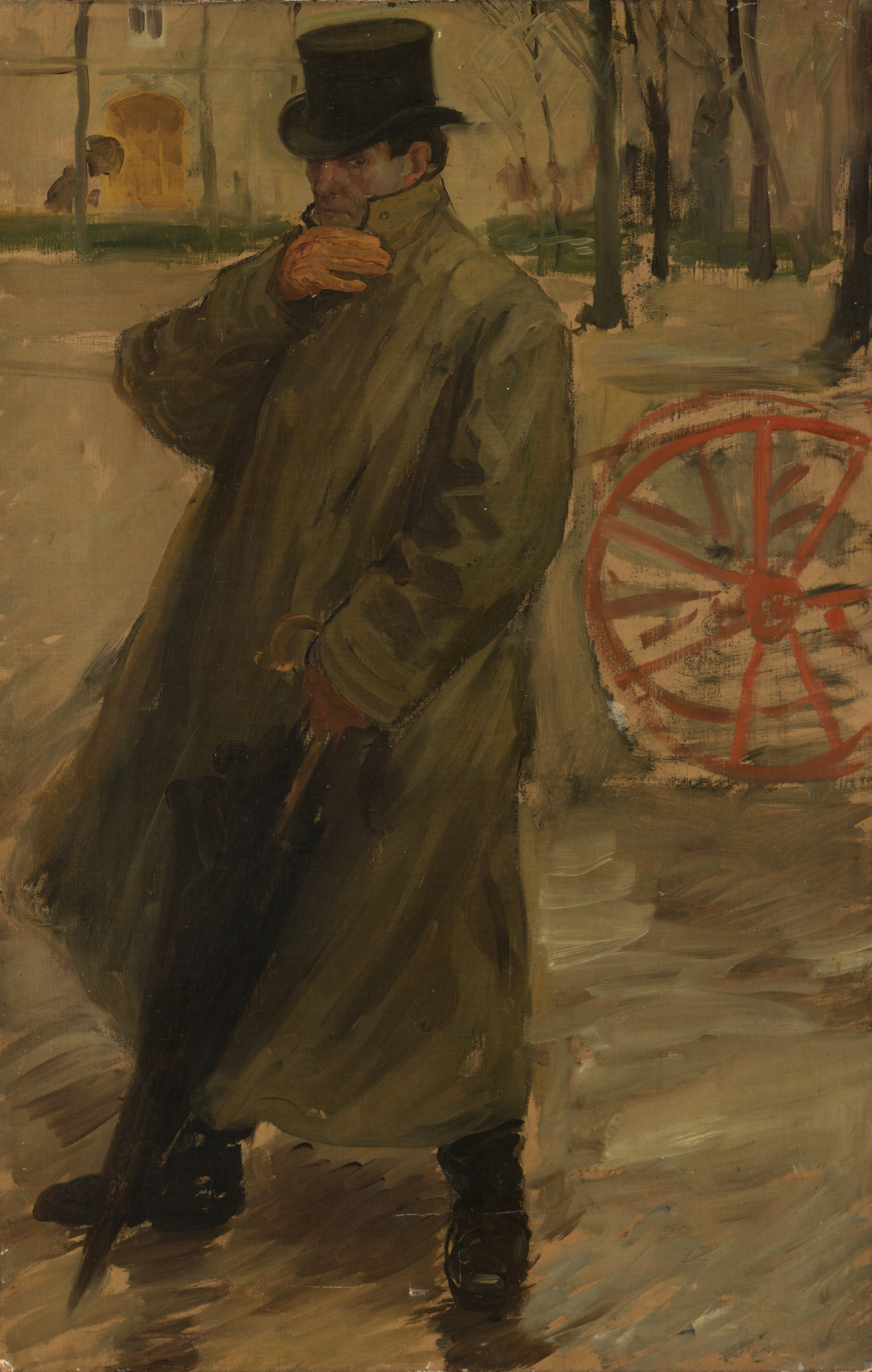
Johann Naldi prétend que cette huile sur toile représenterait Jack l'Éventreur.

Walter Richard Sickert (31 mai 1860 - 22 janvier 1942) est un artiste britannique mentionné la première fois en 1959 comme suspect par Donald McCormick dans son livre The Identity of Jack the Ripper. Fasciné par les meurtres de Jack l'Éventreur, Sickert va jusqu'à occuper une pièce où, selon les rumeurs, Jack l'Éventreur aurait demeuré ; il peint également des toiles en s'inspirant de la pièce. Il est plus tard mentionné dans la prétendue conspiration de la franc-maçonnerie et de la royauté britannique, thèse mise en avant par Joseph Gorman, qui dit être le fils illégitime de Sickert.
Cette thèse est reprise et augmentée par Jean Overton Fuller, ainsi que par la romancière Patricia Cornwell dans son livre Portrait of a Killer. Cependant, la plupart des spécialistes n'estiment pas qu'il s'agit d'un suspect crédible parce qu'il est en France au moment où la plupart des meurtres imputés à Jack l'Éventreur sont commis,,.
Par la suite, Johann Naldi prétend avoir élucidé le mystère de l'identité du tueur en série en retrouvant un portrait longtemps disparu qu'il attribue au peintre français Jacques-Émile Blanche,,,. Sa théorie s’appuie sur l'ouvrage publié par la romancière Patricia Cornwell en 2002, dans lequel elle affirme que Jack l'Éventreur n’est autre que le peintre Walter Sickert. Pour Johann Naldi, la découverte du tableau, qui représente un homme semblant partager les traits de Sickert, est une « confirmation par l’image de la théorie de Patricia Cornwell ». Partant, il affirme qu'il s'agirait du seul et unique tableau d'époque représentant le meurtrier.

### Joseph Silver
En 2007, l'historien sud-africain Charles van Onselen affirme, dans le livre The Fox and the Flies : The World of Joseph Silver, Racketeer and Psychopath, que le juif polonais Joseph Silver, aussi connu sous le nom de « Joseph Lis », est Jack l'Éventreur. Pourtant, Van Onselen ne présente aucune preuve que Silver a jamais été à Londres à l'époque des meurtres. Critiqué, Van Onselen répliquera qu'un faisceau d'indices circonstanciels suffit à en faire un suspect.

### James Kenneth Stephen

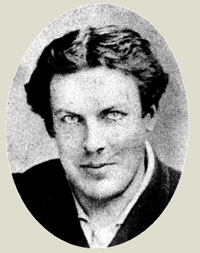
James Kenneth Stephen

James Kenneth Stephen (25 février 1859 - 3 février 1892) est accusé la première fois dans une biographie de Michael Harrison publiée en 1972 qui porte sur un autre suspect, le Prince Albert Victor de Clarence. Harrison rejette l'idée qu'Albert Victor est le tueur en série, lui préférant Stephen, poète et tuteur du prince au Trinity College à Cambridge. Il mentionne que Stephen est misogyne et que son écriture manuscrite ressemble à celle de la lettre « From Hell », qui aurait été rédigée par Jack l'Éventreur. Harrison suppose que Stephen aurait eu une attirance sexuelle pour Albert Victor, qu'il aurait éprouvé de la jalousie envers les amoureuses du prince et que ce dernier n'aurait pas éprouvé les mêmes sentiments envers Stephen. Cependant, des spécialistes réfutent les conclusions de Harrison. En effet, il n'y a aucune preuve que Stephen ait jamais éprouvé de l'amour pour Albert Victor, même s'il s'est laissé mourir de faim après avoir appris la mort de ce dernier,.
En 1978, Frank Spiering prolonge cette thèse dans son livre Prince Jack, qui dépeint Albert Victor comme un meurtrier et Stephen comme son amant. La thèse est largement rejetée, parce qu'il s'agit plutôt d'un ouvrage de fiction inspiré de thèses sensationnalistes antérieures que le fruit d'une recherche historique authentique,,. Spiering prétend avoir découvert des notes secrètes de la main d'un autre suspect, William Gull, dans la bibliothèque de la New York Academy of Medicine (NYAS), lesquelles comprendraient une confession d'Albert Victor rédigée sous hypnose. Spiering avance de plus que le prince serait mort d'une surdose de morphine, administrée sur l'ordre du premier ministre britannique Robert Gascoyne-Cecil et peut-être du père d'Albert Victor, Édouard VII. La NYAS nie cependant conserver de telles notes. Les Royal Archives (qui maintiennent des archives sur les membres de la royauté britannique) ont proposé à Spiering de consulter leurs documents, mais il a répliqué : « Je refuse de consulter quelque dossier que ce soit,. »

### Albert Victor de Clarence

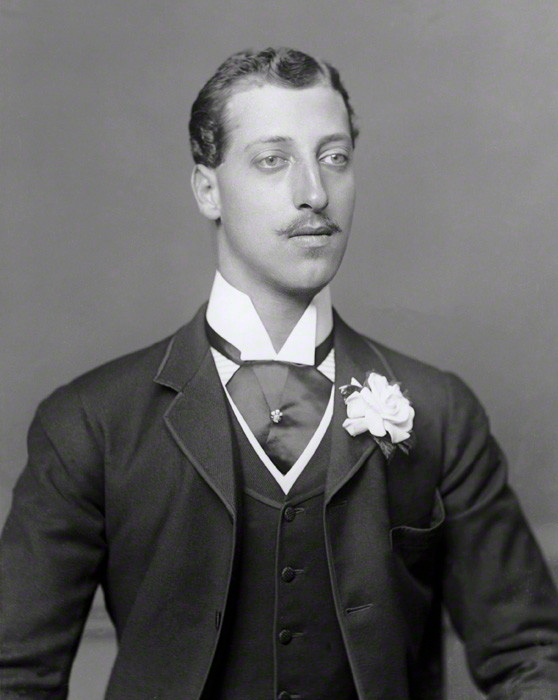
Prince Albert

Le prince Albert Victor, duc de Clarence et Avondale (8 janvier 1864 - 14 janvier 1892) est mentionné la première fois en 1962 quand l'écrivain Philippe Jullian publie une biographie de son père, Édouard VII. L'auteur rapporte des rumeurs qui accusent Albert Victor d'être responsable des meurtres imputés à Jack l'Éventreur. Il tient peut-être ces rumeurs du médecin Thomas E. A. Stowell. En 1960, Stowell a mentionné des rumeurs à l'auteur Colin Wilson, qui à son tour les aurait rapportées à Harold Nicolson, un biographe que Jullian décrit comme une source d'anecdotes jamais publiées. Nicolson aurait pu transmettre la thèse de Stowell à Jullian,. Le public apprend cette thèse dans un article de Stowell publié en 1970 dans le magazine The Criminologist où il avance qu'Albert Victor a commis les meurtres en état de démence, après avoir contracté la syphilis. Cette thèse est largement rejetée, puisque le prince a de solides alibis et qu'il est peu probable qu'il ait jamais souffert de la syphilis. Stowell a plus tard nié qu'Albert Victor soit Jack l'Éventreur. Des recherches pour confirmer ou infirmer cette thèse seront gênées parce que Stowell décédera quelques jours après la publication de l'article et que son fils brûlera les documents en sa possession.
Plus tard, les tenants d'une conspiration, notamment Stephen Knight dans son ouvrage Jack the Ripper: The Final Solution, élaborent une thèse liant le duc de Clarence aux meurtres, sans en faire le coupable. Selon cette version, le petit-fils de la reine se serait secrètement marié et une fille serait née de cette union. Pour étouffer toute rumeur, la reine Victoria, le premier ministre britannique Robert Gascoyne-Cecil, leurs amis francs-maçons et le Metropolitan Police Service auraient conspiré pour supprimer toute personne ayant eu vent de l'existence de la fille du prince, le médecin William Gull exécutant les meurtres. Plusieurs faits contredisent cette thèse, et son créateur, Joseph Gorman (également connu sous le nom de « Joseph Sickert »), avouera à la presse qu'il s'agissait d'un canular.

### John Williams

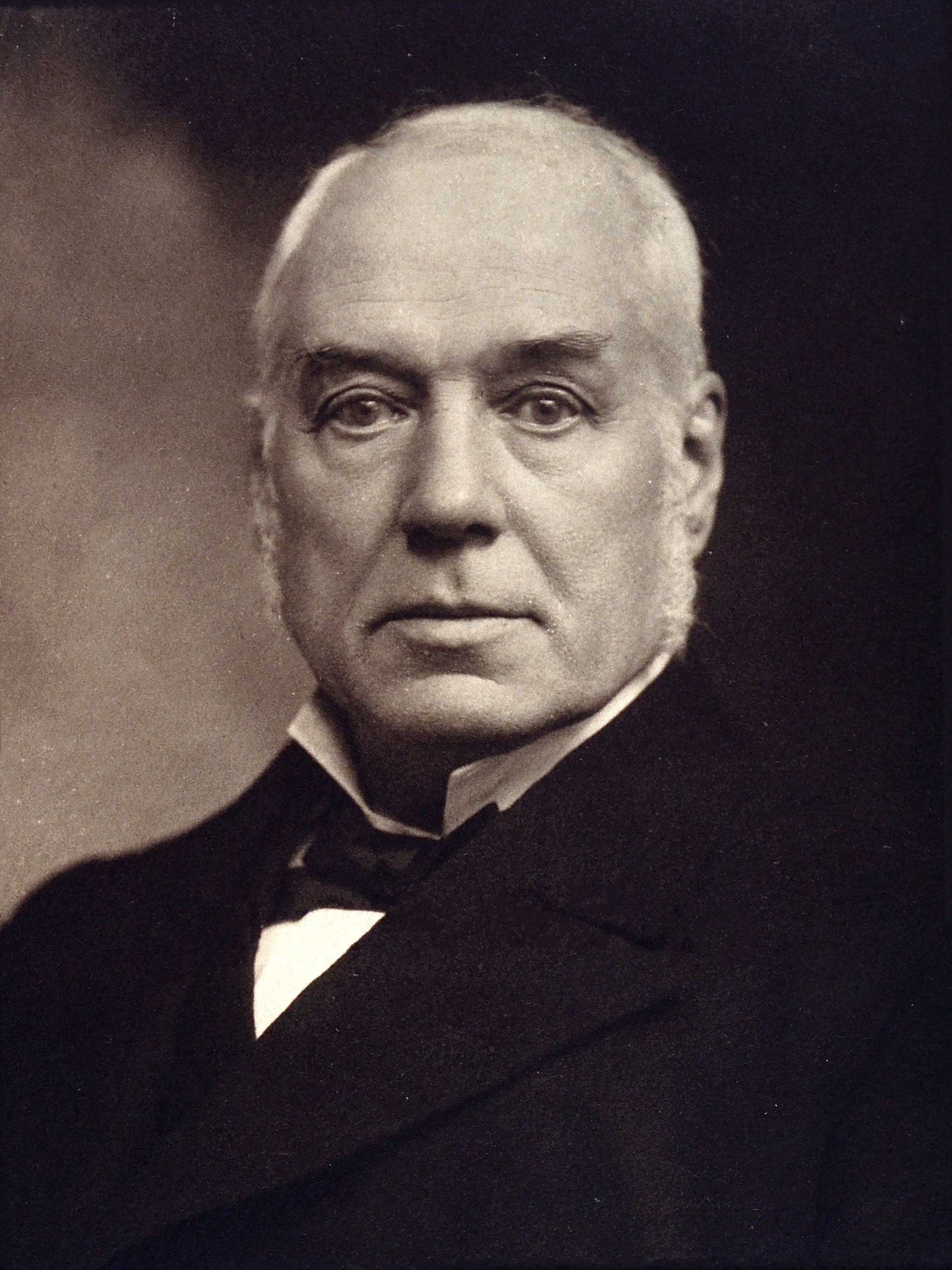
Sir John Williams

Sir John Williams a été l'obstétricien de Béatrice du Royaume-Uni, l'une des filles de la reine Victoria. Il est accusé d'être le tueur en série dans Uncle Jack, livre paru en 2005. Les auteurs affirment que les victimes ont personnellement connu le médecin, qu'il les aurait tuées et mutilées dans le but de trouver les causes de l'infertilité et qu'un couteau appartenant à Williams, mal affûté, aurait servi à commettre les meurtres.
Jennifer Pegg a démontré que la majeure partie des recherches sont biaisées ; par exemple, les notes d'un calepin, recopiées dans le livre, ont été modifiées dans le but de servir la thèse avancée et une phrase manuscrite dans le calepin n'a pas été écrite par l'auteur original du calepin,. Par ailleurs, l'auteur John Morris avance que l'épouse de Williams, incapable d'avoir des enfants, s'est vengée dans un moment de folie sur des femmes en âge de procréer.

## Autres thèses

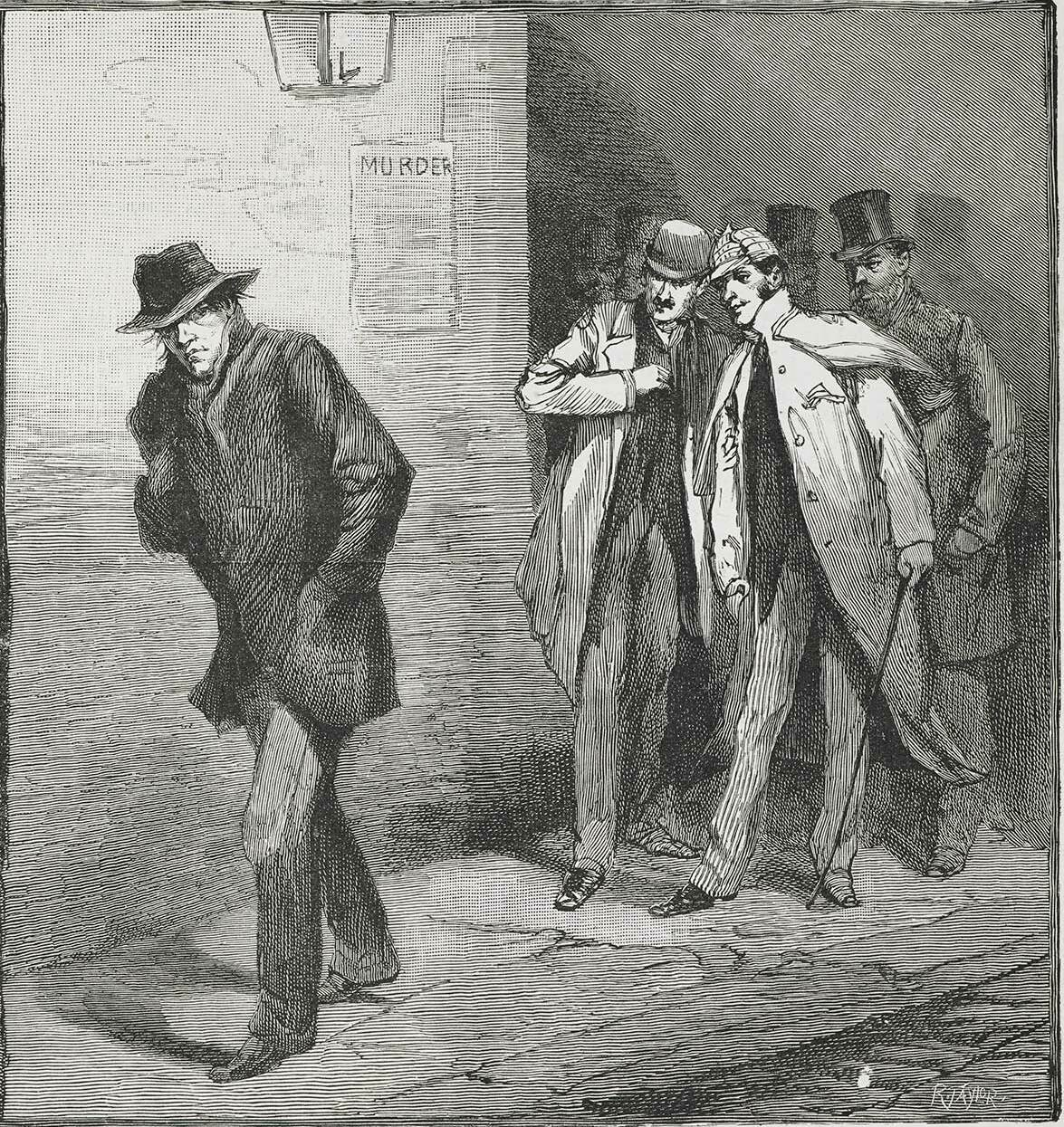
With the Vigilance Committee in the East End: A Suspicious Character (« En présence du Comité des vigiles dans l'East End : un personnage inquiétant »), caricature parue dans The Illustrated London News le 13 octobre 1888.

D'autres suspects ont été proposés : le boucher suisse Jacob Isenschmid, le coiffeur allemand Charles Ludwig, l'apothicaire atteint d'un trouble psychique Oswald Puckridge (1838-1900), l'étudiant en médecine et dément John Sanders (1862-1901), le clochard suédois Nikaner Benelius et le philanthrope Thomas Barnardo (qui aurait affirmé avoir rencontré la victime Elizabeth Stride peu avant son assassinat). Isenschmid et Ludwig ont été innocentés quand un meurtre a été commis pendant qu'ils sont en prison. Il n'existe aucune preuve contre Puckridge, Sanders, Benelius et Barnardo. Donald McCormick ajoute d'autres suspects : le psychiatre L. Forbes Winslow, qui a participé aux enquêtes sur Jack l'Éventreur et aussi proposé un suspect : G. Wentworth Bell Smith, un homme à la fois religieux et fanatique. En 1999, dans le volume collectif The Mammoth Book of Jack the Ripper, M. J. Trow (en) avance le nom de Frederick Nicholas Charrington (en), un philanthrope en conflit avec Barnardo ayant œuvré dans le milieu des prostituées, tout en jugeant l'hypothèse peu probable, se servant plus de son cas comme d'un exemple afin d'illustrer le fait que presque n'importe qui à l'époque était susceptible de correspondre au profil du tueur,,,. En 2009, le même auteur cite un employé de morgue, Robert Mann, qu'il ajoute à la liste des suspects.
Des suspects, peut-être fictifs, ont aussi été proposés, dont le « Dr Stanley », le chef de culte Nicolaï Vasiliev, le marin norvégien « Fogelma » et la couturière russe Olga Tchkersoff. Sophie Herfort avance que Melville Macnaghten, qui a participé aux recherches de Jack l'Éventreur en tant que chef du département d'enquêtes criminelles de Scotland Yard en 1890,, est le coupable en s'appuyant sur les dires et les mémoires du policier, ainsi que les lettres attribuées à Jack l'Éventreur,.
L'écrivain Arthur Conan Doyle a proposé une meurtrière surnommée « Jill the Ripper ». Les partisans de cette thèse croient que la tueuse a imité ou travaillé comme sage-femme, et pouvait donc porter des vêtements ensanglantés sans attirer l'attention tout comme approcher les victimes plus aisément qu'un homme. D'autres femmes ont été proposées : la meurtrière Mary Pearcey, la meurtrière Constance Kent et la théosophe Helena Blavatsky. Dans l'édition du 19 décembre 1893 du journal Marion Daily Star (publié en Ohio aux États-Unis), un article mentionne Elizabeth Halliday, une femme à l'allure masculine atteinte d'un trouble psychique arrêtée à New York et accusée d'avoir assassiné ses deux derniers maris (dont les corps ont aussi été mutilés), un beau-fils et deux femmes. Accusée des meurtres de Whitechapel, dont elle a « constamment » parlé, elle nie tout lien et il n'y a aucun indice qui contredit ses affirmations.

### Lettres
Quelques auteurs connus pour leurs recherches sur le tueur en série, dont Patricia Cornwell, croient que Jack l'Éventreur a envoyé des lettres à la police et à la presse écrite. L'ADN de la colle sur le timbre-poste de l'une de ces lettres a été qualifié de « médico-légalement impropre ». Les matériaux disponibles ont été trop souvent manipulés et sont donc trop contaminés pour en tirer quelque résultat utile que ce soit,. De plus, beaucoup d'experts pensent que les lettres sont des canulars. Néanmoins, l'un des descendants du tueur en série américain H. H. Holmes a utilisé ces échantillons dans le but de relier son ancêtre aux meurtres imputés à Jack l'Éventreur.

### Hypothèses de conspirations
Certains supposent que Jack l'Éventreur est dans les faits plusieurs tueurs. Stephen Knight promeut une théorie selon laquelle plusieurs criminels ont agi, alors que d'autres avancent que chaque meurtre a été commis indépendamment par un assassin différent.
Le MPS a pensé que le tueur a demeuré dans le district de Whitechapel. Puisqu'il a rapidement disparu après chaque meurtre, il est fort probable qu'il connaissait très bien le district, y compris ses ruelles et des caches. Cependant les habitants de Whitechapel, pauvres, ont souvent été de passage et ont régulièrement eu recours à des alias. De plus le gouvernement a noté peu de choses sur les citoyens de ce district.

### Citations originales
1. ↑  (en) « borough poisoner »
2. ↑  (en) « was a man of ungovernable temper and entirely addicted to drink, and the company of the lowest prostitutes »
3. ↑  (en) « Indian Herb »
4. ↑  (en) « I am Jack the... »
5. ↑  (en) « without any need for any supporting historical evidence »
6. ↑  (en) « known to the police as David Cohen... or someone very much like him »
7. ↑  (en) « unscrupulous liar »
8. ↑  (en) « I don't want to see any files. »
9. ↑  (en) « not forensically reliable »